# Exofàsia
L'exofàsia és la formulació del llenguatge de manera que altres puguin percebre-ho, en oposició a l'endofàsia o "parlar per a un mateix". L'exofàsia és el comportament ordinari dels parlants, com deia Ludwig Wittgenstein no té sentit una llengua que només serveixi per a ús personal, ja que en aquest cas seria suficient amb el pensament. La psicolingüística, però, estudia en quins moments s'abandona l'exofàsia, ja que l'hàbit d'usar la llengua fa que el pensament també sigui lingüístic i que per reflexionar s'utilitzi. L'endofàsia seria aleshores un pas intermedi entre el pensament pur, tot i que també en una llengua, i l'oralització. Es pot usar per preparar discursos, la meditació, reproduir converses o en la pregària, on la formulació mental de les paraules cobra importància i formalització. L'exofàsia és en una llengua concreta, que pot coincidir o no amb la llengua habitual del pensament, cas dels parlants multilingües o de persones que han de fer servir un idioma estranger. A l'exofàsia poden haver-hi distorsions respecte al llenguatge privat, com lapsus linguae o vacil·lacions fruit de la diferent velocitat de la ment i la boca.